# Guided Missile
Pour les articles homonymes, voir missile (homonymie).
Guided Missile est un shoot them up développé et édité par Midway Manufacturing Company, sorti en 1977 sur borne d'arcade,,.

## Système de jeu
Durant 90 secondes, le joueur peut tacher d‘atteindre autant de cibles mobiles qu’il peut. Le missile, qu'il contrôle, peut être déplacé de côté.

## Littérature
- (en) Bill Kurtz, The Encyclopedia of Arcade Video Games, Schiffer, 2004, 238 p. (ISBN 0-7643-1925-6)